# HD 106248
HD 106248，又名CP-77 804，SAO 256915、HR 4649，是一颗恒星，视星等为6.35，位于銀經301.01，銀緯-15.84，其B1900.0坐标为赤經12h 8m 18.1s，赤緯-78° -15.84′ 2″。